# Bradysia trispinosa
Bradysia trispinosa är en tvåvingeart som beskrevs av Shah Mashood Alam 1988. Bradysia trispinosa ingår i släktet Bradysia och familjen sorgmyggor. Inga underarter finns listade i Catalogue of Life.